# Gornaïa Karoussel

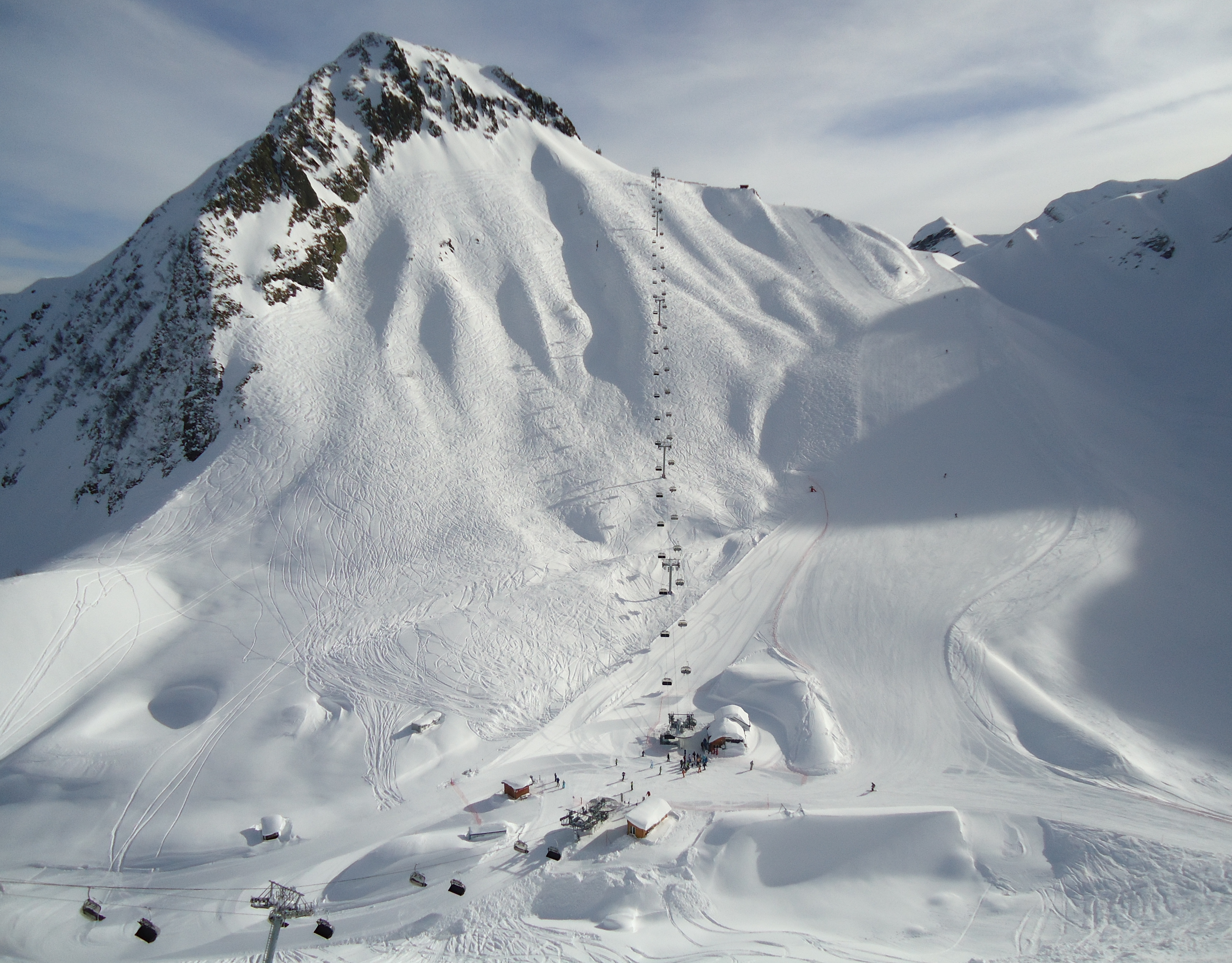
Vue de la piste Cirque-2 sur le versant sud-ouest de la Tchiornaïa Piramida (La Pyramide Noire).

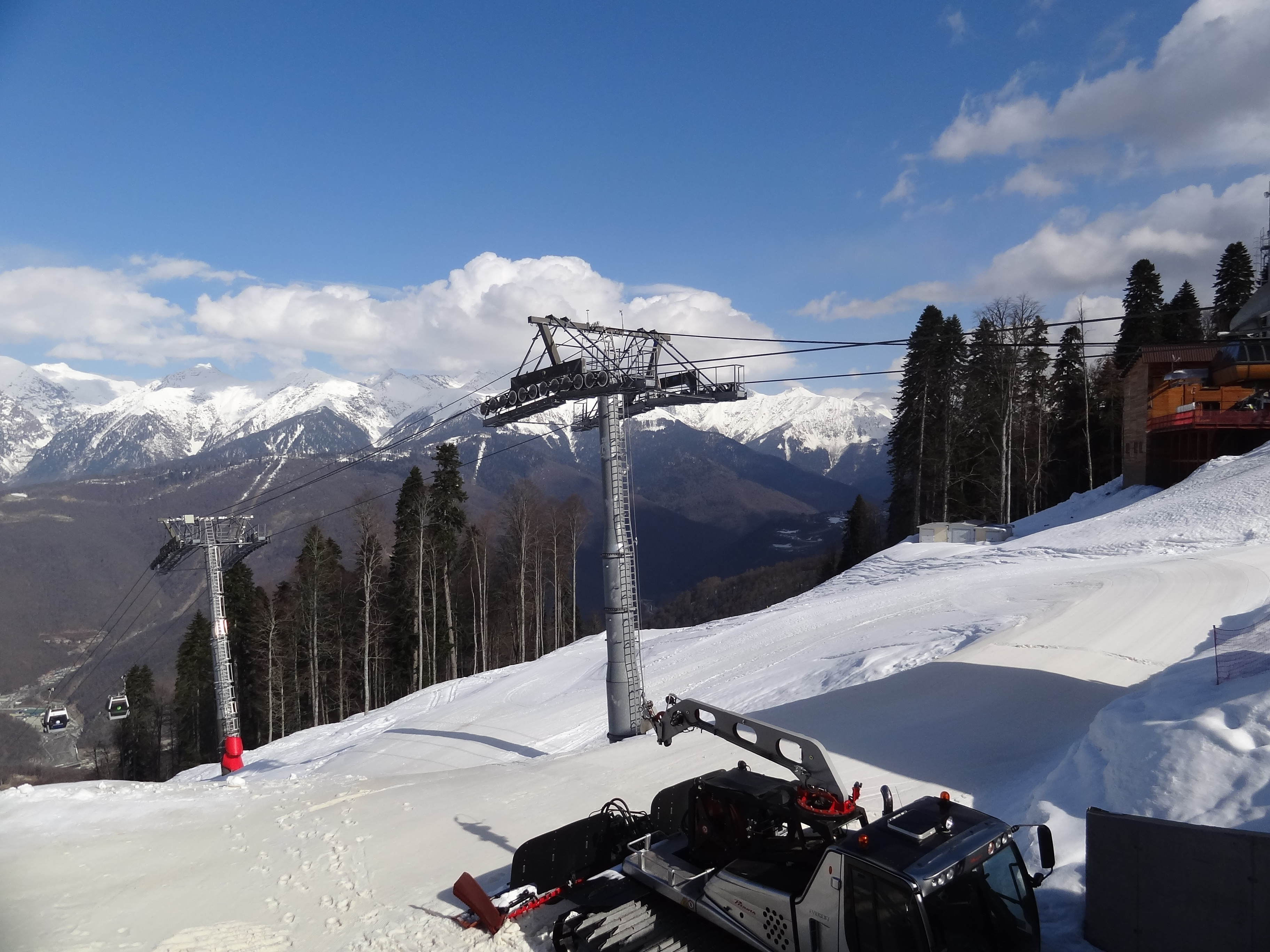
Vue des télécabines de Gornaïa-Karoussel.

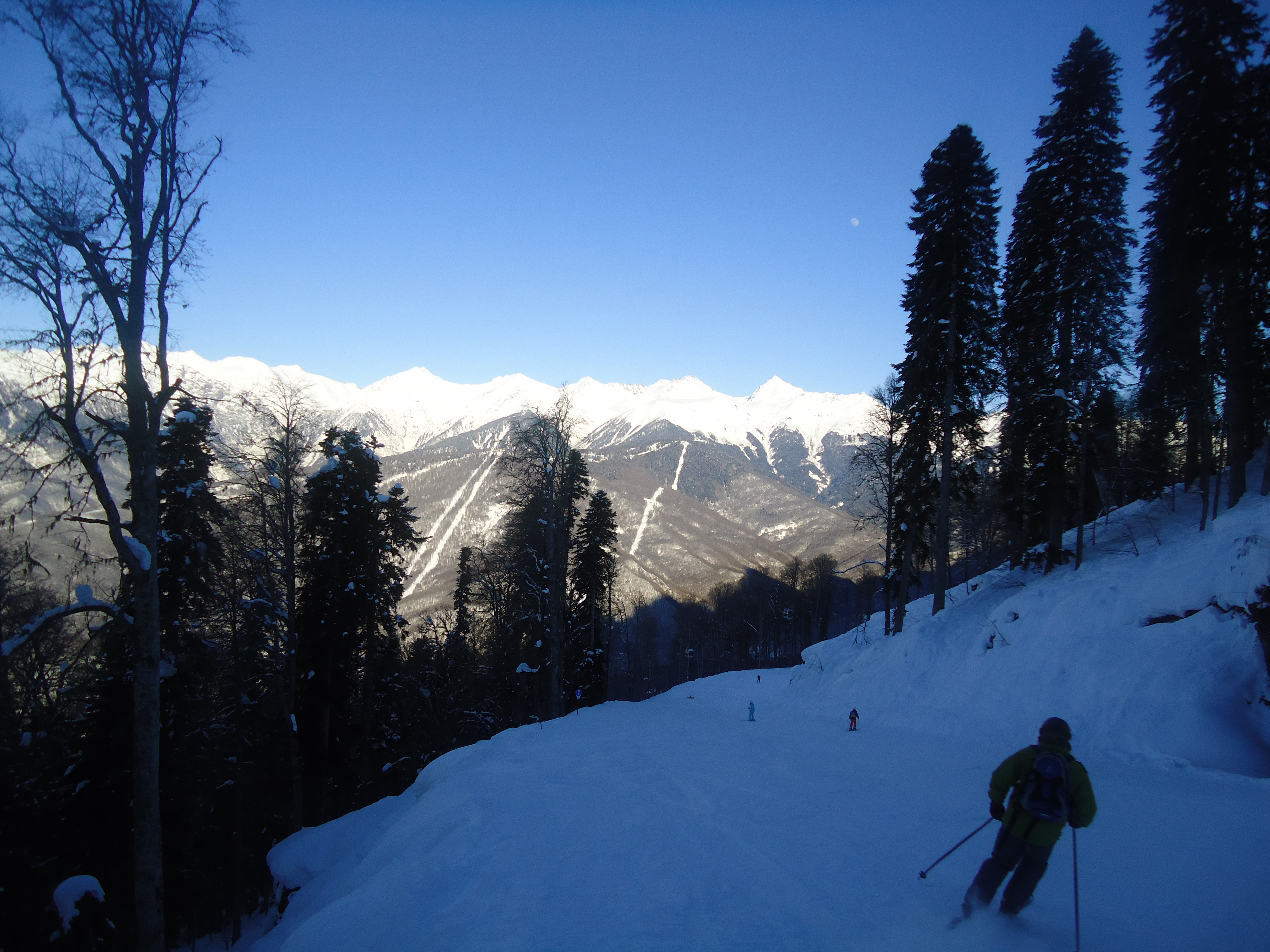
Piste descendant à la station.

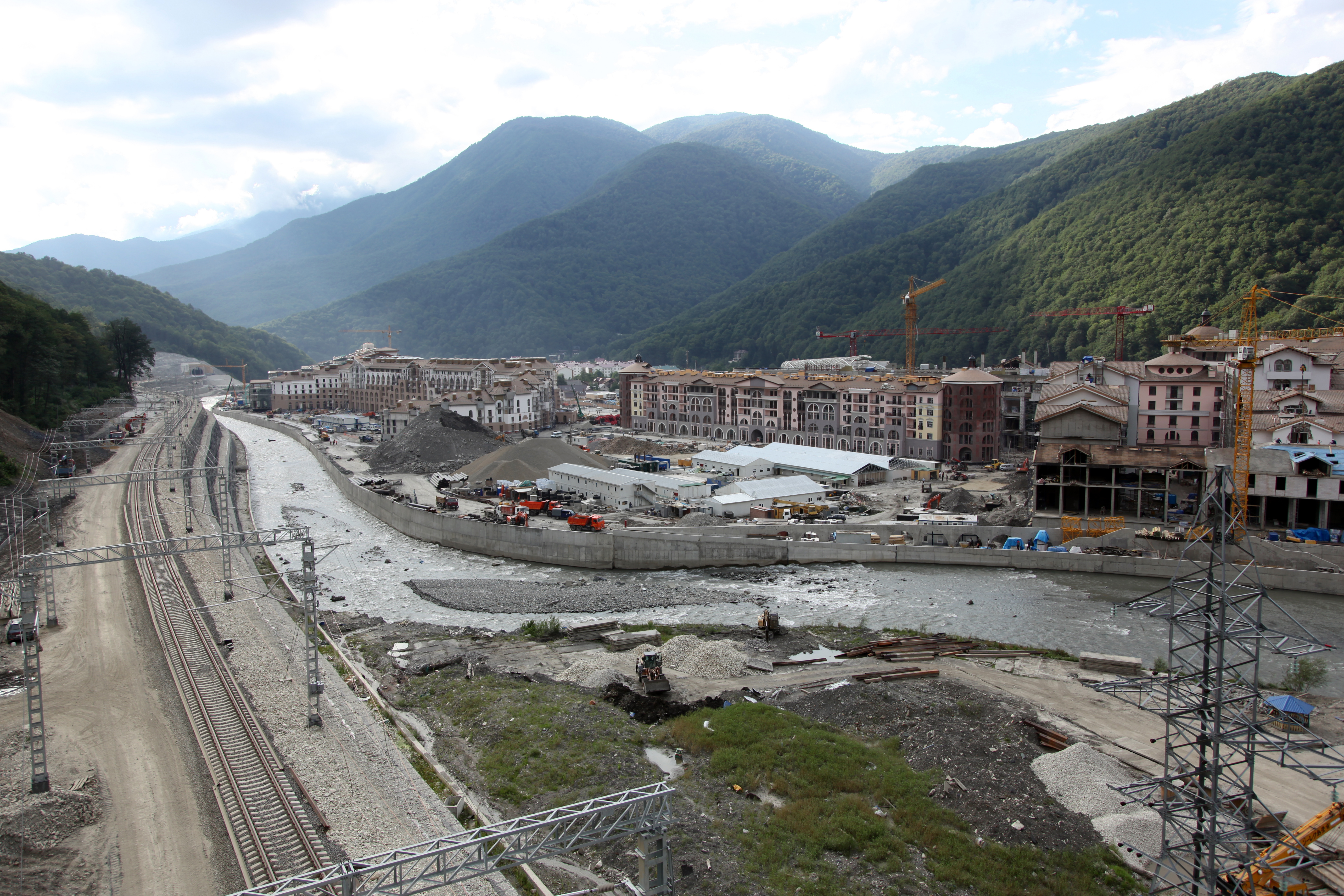
Le village en construction en juillet 2013, au bord de la Mzymta.

Gornaïa Karoussel (en russe : Горная карусель / Manège montagneux) est l'une des quatre stations de ski de la commune urbaine de Krasnaïa Poliana en Russie qui a accueilli les jeux olympiques d'hiver de 2014. C'est ici que se sont déroulées les épreuves de saut à ski sur le site de RusSki Gorki.
La station dépend du village d'Esto-Sadok qui se trouve à 6 kilomètres de la sortie de Krasnaïa Poliana. Elle dépend administrativement du district d'Adler qui fait partie du territoire du Grand-Sotchi. La Sberbank est à l'origine de la construction de la station qui lui appartient. Elle se trouve sur le versant nord du massif d'Aïbga qui culmine ici à 2 375 mètres d'altitude par le sommet de Tchiornaïa Piramida (La Pyramide Noire).

## Histoire
La station a été inaugurée en 2008 et remporte les suffrages des skieurs alpins, des snowboardeurs, ainsi que des touristes.
Ses infrastructures comportent des remontées mécaniques, des lieux de restauration, des pistes de descente et des parkings automobiles. En 2012, ce sont trois remontées mécaniques qui sont en fonction, la plus élevée montant à 2 200 mètres d'altitude, ainsi que quatre télésièges de quatre places. Ceux-ci montent en haut de la piste Cirque-2 (2 050 mètres d'altitude), inaugurée en décembre 2012, ainsi que sur le versant de la Tchiornaïa à 2 300 mètres d'altitude. Les deux pistes font 10 kilomètres de longueur.
Le projet d'agrandissement prévoit 30 kilomètres de piste avec douze lignes de télécabines, tire-fesses ou téléski pour une capacité de douze mille personnes par jour.
La station exploite deux restaurants de piste: le Sougrob à 1 450 mètres d'altitude et le 2 200 à 2 200 mètres d'altitude. Elle exploite également les remontées mécaniques et le service des moniteurs de ski et de l'entretien.
C'est à la station qu'est construit le village Gorny Kourort, pour les journalistes accrédités aux jeux olympiques (avec 2 658 chambres) et pour les services médicaux. Il se trouve sur deux niveaux à 540 mètres d'altitude (1 780 chambres) et à 960 mètres d'altitude (878 chambres).
Deux tremplins de saut à ski ont été construits, le K-125 et le K-95.